# Mônaco nos Jogos Olímpicos de Verão de 1924
Mônaco participou dos Jogos Olímpicos de Verão de 1924 em Paris, França. Ganhou apenas uma medalha de bronze na modalidade de competições artísticas na categoria arquitetura, conquistada por Julien Médécin.No entanto, as medalhas da competição de arte não estão incluídas na contagem oficial. Sete competidores, todos homens, participaram de seis eventos em quatro esportes.